# Heinrich II. von Rotteneck

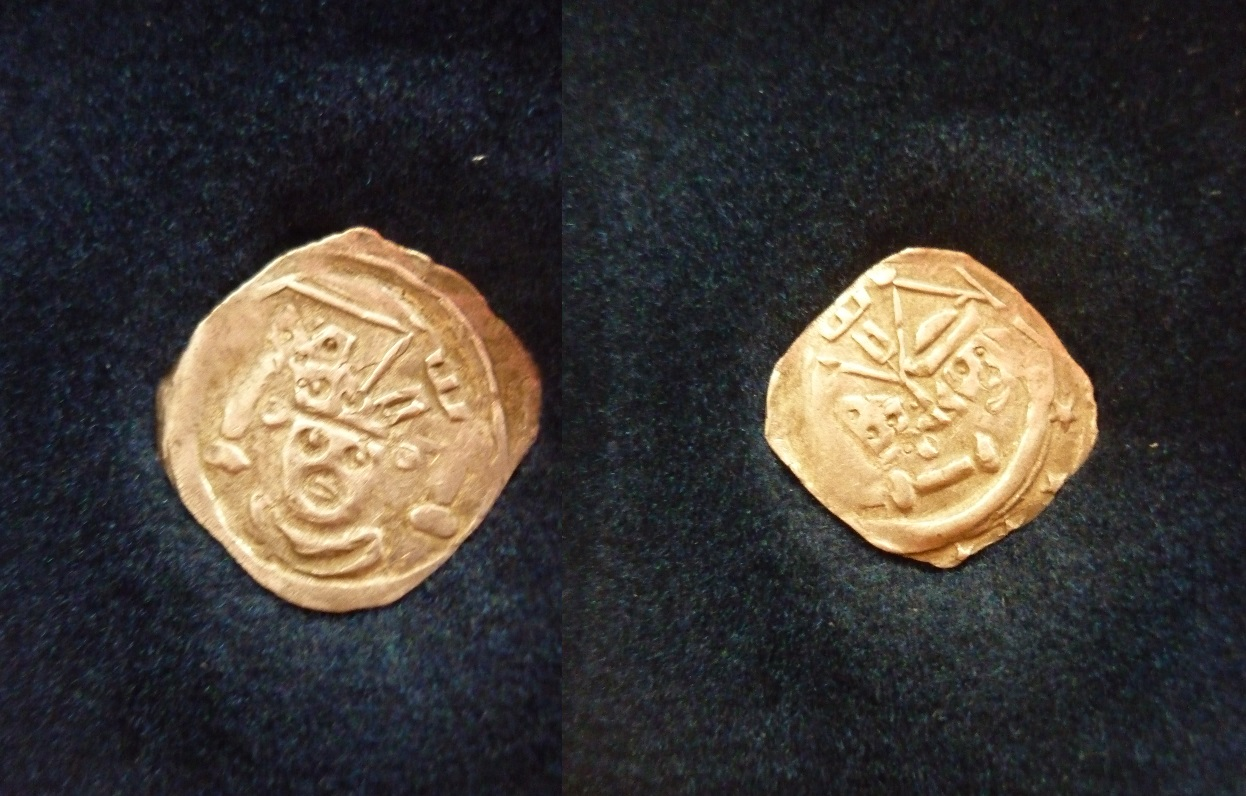
Silberpfennig Heinrich II. v. Rotteneck etwa Jahr 1285 bischöfl. Münzstätte auf Schloss Wörth an der Donau VS: Bischofsbüste RS: 2 Büsten u. Spitzbögen

Heinrich II. von Rotteneck († 26. Juli 1296) war Bischof von Regensburg von 1277 bis 1296.
Heinrich II. von Rotteneck stammte aus dem Grafengeschlecht der von Rotteneck. Namensgebende Ortschaft ist Rottenegg. Er war der letzte seines Geschlechtes. Josef Staber nennt als Eltern von Heinrich II. den Grafen Meinhard von Rotteneck und seine Frau Beatrix, eine geborene Gräfin von Moosburg. Seine Schwester war die Mutter des Eichstätter Bischofs Konrad II. von Pfeffenhausen.
Heinrich II. war involviert in die Konflikte südlich des Hochstiftes. Mehrfach trat er zwischen den zerstrittenen Wittelsbacher Brüdern Ludwig II. und Heinrich XIII. als Friedensvermittler ein.
Er förderte den Bau des gotischen Domes und stiftete mehrere Gaben zum Domschatz (siehe auch Bistumsmuseen Regensburg). Ferner begann er den Bau der Wallfahrtskirche Bogenberg. Diese Bautätigkeiten kamen aber nur schleppend voran, denn die Hauptsorge Heinrichs II. galt dem Abtragen der Schuldenlast des Hochstiftes. Heinrich II. investierte aber auch in den Ausbau von Burgen und Schlössern, was er mit dem Verkauf seines Privatbesitzes, der Grafschaft Rotteneck, finanzierte.
Der Konflikt um den Einfluss auf das Kloster Sankt Emmeram setzte sich weiter fort. Das Kloster hatte sich in der Zeit des Vorgängers Leo Thundorfer finanziell verausgabt. Durch päpstliche Intervention fanden sich bei den Streitpunkten, z. B. die Bewirtungskosten betreffend, pragmatische Lösungen.